# Karymská sopka
Karymská sopka (rusky Карымская сопка) je aktivní, 1536 m vysoký stratovulkán, nacházející se ve východní části poloostrova Kamčatka, asi 10 km severně od kaldery Akaděmii Nauk. Karymský vulkán je nejaktivnější kamčatská sopka, jen v 20. století eruptovala více než 25krát. Erupce se dají charakterizovat jako středně silné, převážně strombolského charakteru.
Sopka leží ve starší, 5 km široké kaldeře, která vznikla přibližně před 7 700 lety. Kaldera zasahuje do jižního svahu staršího, pleistocenního vulkánu Dvor a je lokalizována na venkovní straně severního okraje kaldery Polovinka, v níž se nacházejí i další dvě mladší kaldery Akaděmii Nauk a Odnobokij. Výstavba samostatného masivu sopky začala o 2 000 let později. Před 2 300 lety nastala etapa klidu, současná fáze vulkanismu se aktivovala před 500 lety, přičemž lávové proudy, tvořící vrchní vrstvy pokryvu svahů nejsou starší než 200 let.
V kaldeře staré sopky je Karymské jezero.